# 永遠さえ感じた夜
「永遠さえ感じた夜」（えいえんさえかんじたよる）は、2005年2月2日にSony Recordsからリリースされた松田聖子の63枚目のシングル。

## 解説
作詞は本人、作曲・編曲は「あなたに逢いたくて〜Missing You〜」などの編曲を手掛けた鳥山雄司による。
前作「逢いたい」に続くSAYAKAと共演した大京「ライオンズマンション」CMソング。
本作からレーベルゲートCDではなくCD-DAに戻り、初回仕様と通常仕様の2種類がリリースされた。

## 収録曲
全作詞:Seiko Matsuda／作曲・編曲:鳥山雄司
1. 永遠さえ感じた夜
2. 夢見てた二人
3. 永遠さえ感じた夜（Backing Track）
4. 夢見てた二人（Backing Track）

## 関連作品
- 永遠さえ感じた夜
  - fairy
  - Premium Diamond Bible
  - Diamond Bible
  - Seiko Matsuda Best Ballad
  - SEIKO STORY〜90s-00s HITS COLLECTION〜
- 夢見てた二人
  - fairy